# ムービーグラバー
ムービーグラバーは、日本のインターナル社が扱うMicrosoft Windows用ムービー保存ソフトである。

## 歴史
- 平成22年4月　最初のバージョンが発売される。
- 平成23年4月　現行商品、ムービーグラバー2が発売される。

## 概要
ムービーをDRMを解除せずに、別の形式で保存することが出来るソフトウェア

## 製品
発売当初からパッケージ型製品として発売されており、CD-ROM版とダウンロード版が存在する。

## 主な機能
- ムービー保存機能
- ファイル変換機能
- ターゲット機器指定
- アニメモード
- シネマモード

### 一般的なキャプチャ処理
デスクトップのキャプチャにおいてはGetDCを利用するか、Direct 3dを利用してサーフェスをLockする処理が一般的である。ただ、この方法だとシステムに負荷がかかるという問題がある。